# Онеглаг
Онежский исправи́тельно-трудово́й ла́герь (Онеглаг) — система исправительно-трудовых лагерей и спецпоселков НКВД, входившая в систему лагерей ГУЛАГа. Существовала на территории современного Плесецкого района в Архангельской области с 5 февраля 1938 по 5 мая 1942, затем влилась в Каргопольлаг.

## Структура
На территории Онеглага находилось около 35 лагерных пунктов — спецпосёлков и ИТЛ. В том числе отделения Онеглага известны в Средьпогосте, Матнеме и Пуксоозере.

## Численность заключённых
| Дата           | численность | Дата          | численность |
| -------------- | ----------- | ------------- | ----------- |
| 1 апреля 1938  | 13 352      | 1 января 1941 | 19 181      |
| 1 октября 1938 | 15 248      | 15 июня 1941  | 18 367      |
| 1 января 1939  | 16 733      | 1 января 1942 | 19 941      |
| 1 января 1940  | 19 222      | 1 апреля 1942 | 16 141      |

1 октября 1938 из 15 248 заключённых 8035 (53 %) были осуждены по 58 статье УК РСФСР, а ещё 2117 человек (14 %) — как СОЭ (социально-опасные элементы) и СВЭ (социально-вредные элементы).
По состоянию на 1 апреля 1942 года, осуждённые по ст. 58-й статье составляли две трети от общего числа заключённых — 10 735 из 16 141 (66 %). На тот момент в Онеглаге содержались 1174 женщины (7,3 %).
В лагерях жили и работали на рубке и сплаве леса поволжские и крымские немцы, поляки с оккупированных СССР территорий, белорусские и украинские «неблагонадёжные» граждане, раскулаченные. Также в лагеря отправляли местное население. После закрытия лагеря, в 1944 году в Пуксоозерский ЛПХ были отправлены на работы военнопленные немцы. В посёлке Пуксоозеро работал целлюлозный комбинат, один из крупнейших в СССР.
Число погибших в Онеглаге неизвестно, но по косвенным данным можно предполагать, что смертность была очень высокой. В частности, в марте 1941 года начальник лагеря А. Г. Мирошниченко был снят с поста и привлечён к уголовной ответственности из-за высокой смертности заключённых. О Мирошниченко известно следующее: подполковник, сотрудник Лубенской уездной ЧК в 1918—1919 годах, начальник Купянского окружного отдела ГПУ в 1927—1928 годах, Сумского отдела в 1929 году, Проскуровского отдела НКВД в 1935—1937 годах, начальник Онежского ИТЛ НКВД в 1940—1941 годах, заместитель начальника Контрольно-инспекторского отдела ГУ и колоний МВД СССР в 1947—1950 годах. Арестован в марте 1941, уволен из органов 24.03.1941. Осуждён 30.04.1941 по 109 УК РСФСР (злоупотребление властью и служебным положением) Архангельским областным судом на 2 года лишения свободы. Решением ПВС СССР 23.09.1941 из ИТЛ досрочно освобождён, судимость снята. 20.09.1943 присвоено звание подполковник государственной безопасности, награждён 2-мя Орденами Красного знамени (20.09.1943 и 3.11.1944) и орденом Ленина (10.12.1945). Умер в 1970 году, похоронен в колумбарии Донского кладбища в Москве..

## Начальники
- Соколов А. И., старший лейтенант госбезопасности, с 5 февраля 1938 по 7 сентября 1938[3];
- Карклин Э. П. (упоминается 14.03.1939 и 21.03.1939)[4]
- Мирошниченко А. Г., капитан ГБ и. о. начальника не позднее 8 сентября 1938), начальник — не позднее 31 августа 1940 — по 24 марта 1941 (снят, отдан под суд)
- Поляков Г. И., капитан ГБ с 24 марта 1941[5] — 24 марта 1942[6]
- Огарков ?. ?. (упоминается 26 апреля 1941);
- Филиппов ?. ?. (упоминается как начальник 9 июня 1942, вероятно возглавлял ликвидационную комиссию);